# Алтамура
Алтамура (итал. Altamura) град је у јужној Италији. Алтамура је други по важности град у оквиру округа Бари у оквиру италијанске покрајине Апулија.
Алтамура је позната по оближњем налазишту остатака праисторијских људи - тзв. Човек из Алтамуре.

## Природне одлике
Град Алтамура налази се у јужном делу Италије, на 45 км јужно од Барија. Град је у брдском подручју, изнад којег се даље на западу издижу Јужни Апенини.

## Географија
| Клима (Алтамура)            | Клима (Алтамура) | Клима (Алтамура) | Клима (Алтамура) | Клима (Алтамура) | Клима (Алтамура) | Клима (Алтамура) | Клима (Алтамура) | Клима (Алтамура) | Клима (Алтамура) | Клима (Алтамура) | Клима (Алтамура) | Клима (Алтамура) | Клима (Алтамура) |
| Показатељ \ Месец           | .Јан.            | .Феб.            | .Мар.            | .Апр.            | .Мај.            | .Јун.            | .Јул.            | .Авг.            | .Сеп.            | .Окт.            | .Нов.            | .Дец.            | .Год.            |
| --------------------------- | ---------------- | ---------------- | ---------------- | ---------------- | ---------------- | ---------------- | ---------------- | ---------------- | ---------------- | ---------------- | ---------------- | ---------------- | ---------------- |
| Апсолутни максимум, °C (°F) | 18,4 (65,1)      | 21,4 (70,5)      | 23,6 (74,5)      | 28,4 (83,1)      | 34,2 (93,6)      | 40,8 (105,4)     | 41,8 (107,2)     | 40,2 (104,4)     | 36,3 (97,3)      | 32,2 (90)        | 23,8 (74,8)      | 20,0 (68)        | 41,8 (107,2)     |
| Средњи максимум, °C (°F)    | 8,3 (46,9)       | 8,9 (48)         | 11,3 (52,3)      | 14,7 (58,5)      | 20,4 (68,7)      | 25,1 (77,2)      | 28,0 (82,4)      | 27,8 (82)        | 23,5 (74,3)      | 18,0 (64,4)      | 12,6 (54,7)      | 9,5 (49,1)       | 28 (82,4)        |
| Средњи минимум, °C (°F)     | 1,4 (34,5)       | 2,7 (36,9)       | 2,8 (37)         | 5,0 (41)         | 9,3 (48,7)       | 14,0 (57,2)      | 15,8 (60,4)      | 15,9 (60,6)      | 12,8 (55)        | 9,5 (49,1)       | 5,3 (41,5)       | 2,6 (36,7)       | 1,4 (34,5)       |
| Апсолутни минимум, °C (°F)  | −11,3 (11,7)     | −10,9 (12,4)     | −9,7 (14,5)      | −4,3 (24,3)      | −0,9 (30,4)      | 5,5 (41,9)       | 7,5 (45,5)       | 7,1 (44,8)       | 3,1 (37,6)       | −2,1 (28,2)      | −6,7 (19,9)      | −8,7 (16,3)      | −11,3 (11,7)     |
| Количина падавина, mm (in)  | 50,2 (19,76)     | 71,2 (28,03)     | 60,5 (23,82)     | 45,7 (17,99)     | 43,4 (17,09)     | 29,5 (11,61)     | 23,6 (9,29)      | 32,2 (12,68)     | 45,4 (17,87)     | 67,7 (26,65)     | 67,0 (26,38)     | 60,1 (23,66)     | 596,5 (234,83)   |
| [ тражи се извор ]          |                  |                  |                  |                  |                  |                  |                  |                  |                  |                  |                  |                  |                  |

## Становништво
Према резултатима пописа становништва 2011. у општини је живело 69.529 становника.
| 1931.  | 1936.  | 1951.  | 1961.  | 1971.  | 1981.  | 1991.  | 2001.  | 2011.  |
| ------ | ------ | ------ | ------ | ------ | ------ | ------ | ------ | ------ |
| 29.025 | 31.431 | 39.586 | 43.735 | 45.600 | 51.346 | 57.874 | 64.167 | 69.529 |

Алтамура данас има око 69.000 становника, махом Италијана. Последњих деценија број становника у граду расте.

## Партнерски градови
- Лучера
- Модика
- Кастелана Сикула